# Loi du lycée 2018
La loi du lycée  2018 (Gymnasielagen 2018en suédois), souvent appelé simplement La loi du lycée ou la nouvelle loi du lycée, est une loi suédoise adoptée le 7 juin 2018 dans le cadre de la politique d'asile de la Suède depuis la crise migratoire de 2015 . Cette loi complète mais ne remplace pas la loi de 2017 sur les lycées précédemment adoptée. Formellement, cela faisait partie de la loi temporaire sur les permis de séjour (loi 2016 : 752). Le 20 juillet 2021, la loi sur les permis de séjour temporaires a cessé d'être appliqué et les règles relatives aux permis de séjour pour des études au niveau lycée ont été transférées dans une nouvelle loi connue sous le nom de loi su lycée.

## Arrière-plan
Dans le cadre de la crise migratoire en Europe, en 2015 plus de 163 000 personnes ont déposé une demande d'asile. Parmi eux, 35 369 étaient des enfants non accompagnés. Beaucoup d’entre eux ont dû attendre longtemps avant de recevoir une décision et ont ensuite vu leur demande d’asile rejetée. Au printemps 2017, une loi a été adoptée visant à permettre aux personnes rejetées mais n'ayant pas encore atteint l'âge de 18 ans de rester et d'étudier au lycée, si certaines autres conditions étaient remplies. En 2018, une loi similaire a été proposée, qui s'appliquerait aux personnes ayant atteint l'âge de 18 ans avant de recevoir leur décision de refus.